# Hans Minetti
Hans Theodor Carl Minetti (* 19. Juli 1898 in Hamburg; † 12. September 1991 ebenda) war ein deutscher Betonbau-Ingenieur.

## Leben

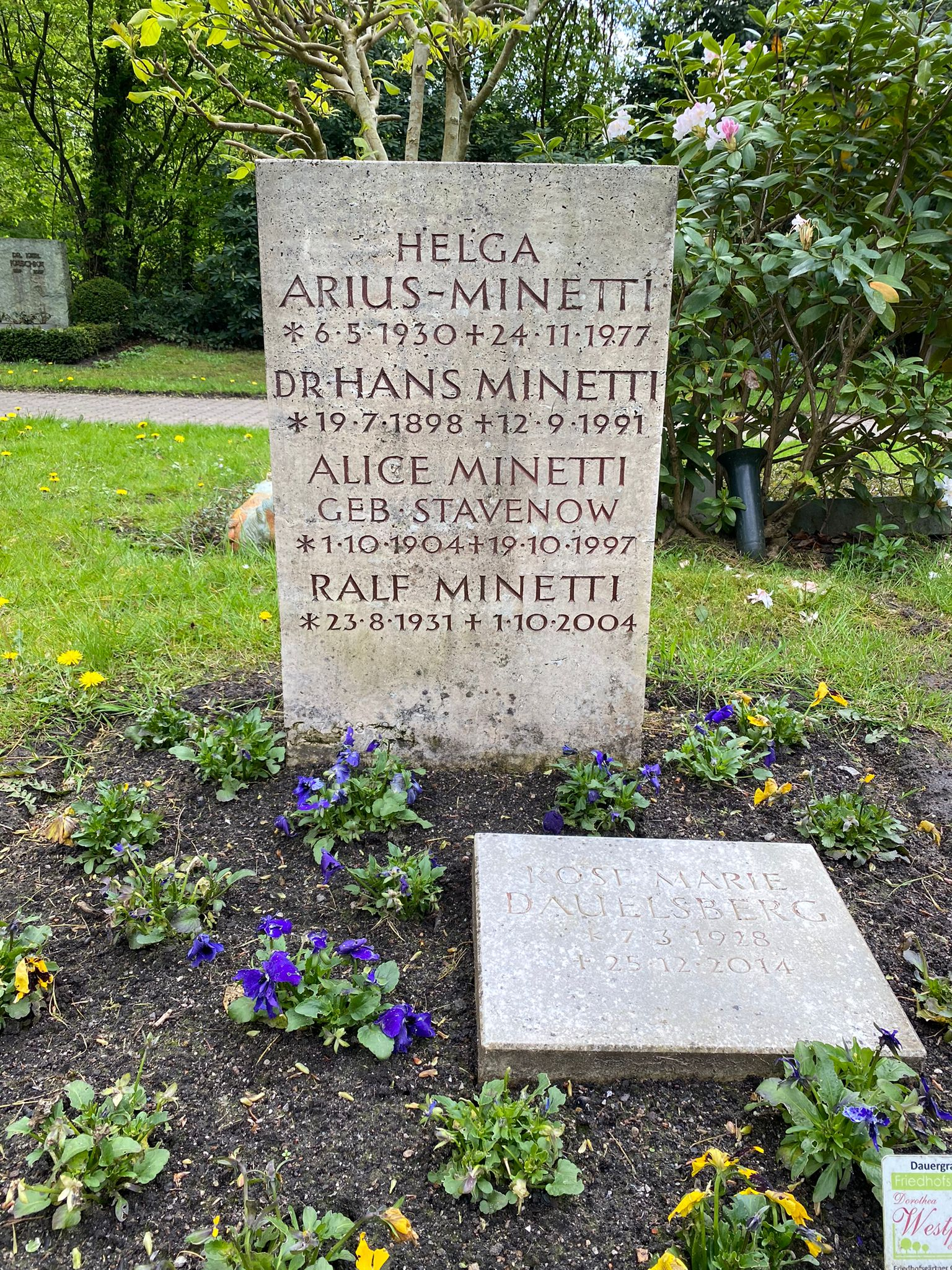
Grabstätte auf dem Friedhof Ohlsdorf

Minetti war der Sohn des Architekten und Direktors der Hamburger Bauschule Wilhelm Minetti und studierte nach dem Wehrdienst im Ersten Weltkrieg als Marineleutnant von 1919 bis 1922 Bauingenieurwesen an der TH Braunschweig (Diplom mit Auszeichnung). Danach war er bei Dyckerhoff und Widmann im Konstruktionsbüro in Biebrich und danach Bauleiter in deren Niederlassung in Saarbrücken. Im Alter von erst 26 Jahren wurde er 1924 Leiter der Hamburger Niederlassung der Held & Francke Bauaktiengesellschaft, was er bis 1933 blieb. 1928 promovierte er in Braunschweig (Der Unterschied in der Wirtschaftlichkeit zwischen gelenkig gelagerten und eingespannten Rechteckrahmen aus Stahlbeton). 1933 bis 1939 leitete er die Zweigniederlassung Hamburg der Lenz-Bau AG. Im Zweiten Weltkrieg war er 1939 bis 1945 als Korvettenkapitän der Reserve in der Kriegsmarine.
Nach den Kriegsjahren kehrte er zur Lenz-Bau zurück und war 1946 bis 1954 Vorstandsmitglied. 1947 wurde er zum Vorsitzenden des Deutschen Beton-Vereins e. V. Wiesbaden (heute Deutscher Beton- und Bautechnik-Verein e. V.) berufen, wo er bis 1972 wirkte. In dieser Zeit hielt Minetti verschiedentlich Ansprachen der Eröffnungsveranstaltungen der Deutschen Betontage bzw. betontechnologische Vorträge während solcher Betontage.
Er war nach dem Krieg in verschiedenen Ausschüssen des Bundesministeriums für Wohnungsbau und des Bundesverbandes der Deutschen Industrie für bautechnischen Luftschutz und hatte ab 1955 die Leitung der Arbeitsgruppe Betonstraßen der Forschungsgesellschaft für das Straßenwesen. Er veröffentlichte unter anderem nach dem Krieg über die technischen Probleme des Wiederaufbaus in der Bundesrepublik einschließlich Trümmerverwertung, die wirtschaftliche Bemessung von Betonplatten und -balken und Luftschutz.
1969 wurde Minetti durch die Technische Universität Berlin die akademische Würde des Ehrensenators sowie das 1969 Große Verdienstkreuz mit Stern der Bundesrepublik Deutschland verliehen. 1970 erhielt er die Ehrenmitgliedschaft „Honorary Life Member“ der Fédération internationale du béton, Lausanne, Schweiz. 1971 bekam er die Emil-Mörsch-Denkmünze und wurde 1973 Ehrenvorsitzender des Deutschen Beton-Vereins e. V.
Er war Mitglied im Deutschen Ausschuss für Stahlbeton und im Vorstand des Deutschen Architekten- und Ingenieursvereins. Außerdem war er im Vorstand der fip und leitete 1958 den 3. Spannbeton-Kongress in Berlin.
Hans Minetti ruht auf dem Friedhof Ohlsdorf (Planquadrat L 17).

## Schriften
- Trümmerverwertung und andere technische Wiederaufbau-Probleme in deutschen Großstädten. Vortrag, gehalten am 12. März 1946 in Hamburg. Hamburg: Verlag Sachse, 1946. (DNB 57700705X)
- Luftschutz der Hochbauten. Konstruktive Massnahmen. Koblenz-Neuendorf: Verlag Gasschutz und Luftschutz, 1954. (DNB 453386377)
- Beton als Baustoff, in: DAI, 4/1975. Thema: Beton in der Stadtlandschaft. Herausgeber: Verband Deutscher Architekten- und Ingenieurvereine. Verlag Santz Altena, 1975.